# Culpiner See
Der Culpiner See ist ein See im Kreis Herzogtum Lauenburg im deutschen Bundesland Schleswig-Holstein nordöstlich des Ortes Mustin direkt an der Grenze zu Mecklenburg-Vorpommern. Der See ist ca. 19 ha groß und bis zu 8,0 m tief. Er liegt im gleichnamigen Naturschutzgebiet, das neben dem See auf die westlich und südlich anschließenden Flächen umfasst. Einen knappen Kilometer südöstlich liegt auf Mecklenburger Gebiet der fünfmal so große Goldensee.